# Třída Falaj 3
Třída Falaj 3 je třída oceánských hlídkových lodí námořnictva Spojených arabských emirátů stavěná v rámci stejnojmenného modernizačního programu. Přestože jsou plavidla oficiálně klasifikována jako oceánské hlídkové lodě, vzhledem k silné výzbrojí jsou označována i jako korvety. Budou schopny boje proti hladinovým, podhladinovým i vzdušným cílům. Pro námořnictvo SAE byly objednány čtyři jednotky této třídy. Prototypové plavidlo bylo do služby zařazeno roku 2025. Ve stejném roce Kuvajt objednal další osm jednotek třídy Falaj 3. Celkem tak bylo objednáno dvanáct plavidel.

## Stavba
Dne 28. května 2021 získala zakázku na stavbu čtyř jednotek této třídy domácí loděnice Abu Dhabi Ship Building (ADSB) v Abú Dhabí. V hodnotou přibližně 950 milionů dolarů to byl největší kontrakt loděnice ADSB. Subdodavatelem zajišťujícím vývoj plavidla (na základě své třídy Fearless) a technickou podporu během stavby je singapurská loděnice ST Engineering. Slavnostní první řezání oceli na prototypovou jednotku Altaf proběhlo 28. prosince 2022. Do služby byla přijata 18. února 2025 na veletrhu NAVDEX 2025.
Dne 3. června 2025 Kuvajt informoval o objednávce osmi plavidel třídy Falaj 3 společně s jejich logistickou podporou. Hodnota kontraktu je 2,45 miliardy dolarů.
Jednotky třídy Falaj 3:
| Jméno         | První řezání oceli | Založení kýlu     | Spuštěna       | Vstup do služby | Status         |           |
| ------------- | ------------------ | ----------------- | -------------- | --------------- | -------------- | --------- |
| Al Taf (P163) | SAE                | 28. prosince 2022 | 16. února 2023 | 30. října 2024  | 18. února 2025 | aktivní   |
|               | SAE                | 10. července 2023 |                |                 |                | ve stavbě |
|               | SAE                |                   |                |                 |                | objednána |
|               | SAE                |                   |                |                 |                | objednána |

## Konstrukce
Hlavním dodavatelem bojového řídícího systému, senzorů a výzbroje bude evropský koncern Leonardo. Instalován má být bojový řídící systém Leonardo Athena C Mk.2, 3D radar Kronos Naval High Power, systém řízení palby Leonardo NA-30S Mk.2. V konstrukci plavidla byla uplatněna opatření na redukci radarových, tepelných a akustických signatur (stealth). Plavidla ponesou silnou výzbroj. Stealth dělová věž nese 76mm/62 kanón Leonardo Super Rapido vybavený kitem Strales, umožňujícím použití programovatelné munice DART. Doplní jej kanóny a kulomety. Údernou výzbroj tvoří dvě dvojnásobná vypouštěcí zařízení protilodních střel MM.40 Exocet Block III s dosahem 180 km umístěná za hlavní nástavbou. Protivzdušnou obranu zajistí raketový systém RIM-116 Rolling Airframe Missile. Na vizualizacích plavidla nesou ještě další dva raketové komplety neupřesněného typu. Pohonný systém tvoří čtyři diesely, pohánějící čtyři lodní šrouby. Nejvyšší rychlost dosahuje 26 uzlů. Dosah je 2000 námořních mil při rychlosti šestnáct uzlů.